# Litoria staccato
Litoria staccato är en groddjursart som beskrevs av Paul Doughty och Marion Anstis 2007. Litoria staccato ingår i släktet Litoria och familjen lövgrodor. IUCN kategoriserar arten globalt som livskraftig. Inga underarter finns listade i Catalogue of Life.